# Charles M. Dale
Charles Milby Dale, född 8 mars 1893 i Traverse County i Minnesota, död 28 september 1978 i Portsmouth i New Hampshire, var en amerikansk advokat och politiker (republikan). Han var New Hampshires guvernör 1945–1949.
Dale efterträdde 1945 Robert O. Blood som guvernör och efterträddes 1949 av Sherman Adams.